# Ooctonus occidentalis
Ooctonus occidentalis is een vliesvleugelig insect uit de familie Mymaridae. De wetenschappelijke naam is voor het eerst geldig gepubliceerd in 1931 door Whittaker.